# Арена (провінція Вібо-Валентія)
Арена (італ. Arena, сиц. Arena) — муніципалітет в Італії, у регіоні Калабрія,  провінція Вібо-Валентія.
Арена розташована на відстані близько 490 км на південний схід від Рима, 50 км на південний захід від Катандзаро, 17 км на південний схід від Вібо-Валентії.
Населення — 1441 особа (2014).
Щорічний фестиваль відбувається 6 грудня. Покровитель — святий Миколай.

## Демографія
Населення за роками:

Станом на 1 січня 2023 року в муніципалітеті офіційно проживало 55 іноземців з 14 країн, серед них 8 громадян країн Євросоюзу та 4 громадяни України.

## Сусідні муніципалітети
- Аккуаро
- Даза
- Фабриція
- Джерокарне
- Монджана
- Серра-Сан-Бруно